# Símbolos da notação musical moderna
Esta é uma lista dos principais símbolos e termos bastante utilizados em partituras na notação musical moderna.

## Linhas
|  | Pauta ou Pentagrama São cinco linhas e quatro espaços. A pauta musical serve para escrever as partituras (feitas com notas, pausas, claves, etc.) |
|  | Linhas e espaços suplementares São linhas que existem acima ou abaixo da pauta porque nem sempre as 5 linhas e 4 espaços são suficientes para receberem todas as notas musicais. Quando acima do nível normal da pauta, são chamadas de Linhas Suplementares Superiores (LSS); Quando abaixo do nível normal da pauta, são chamadas de Linhas Suplementares Inferiores (LSI). |
|  | Linhas de compasso Usada para separar dois compassos. |
|  | Linha de compasso dupla Usada para separar duas secções da música indicando mudanças em sua estrutura, tais como ritmo, tonalidade e andamento. |
|  | Linha de compasso tracejada Subdivide compassos. |
|  | Barra dupla Marca o fim de uma composição. |
|  | Colchete Um colchete é usado para conectar duas ou mais linhas de música que soam simultaneamente. No uso contemporâneo, ele normalmente conecta pautas de conjuntos de instrumentos individuais (por exemplo, flauta e clarinete; duas trombetas; etc.) ou partes vocais múltiplas.                                                                                          |
|  | Sistema Uma chave é usada para conectar duas ou mais linhas de música que são tocadas simultaneamente, geralmente quando se usa uma pauta dupla. O sistema conecta várias partes para um único instrumento, por exemplo, as pautas direita e esquerda de um piano ou harpa). O Sistema é usado para piano, harpa e alguns Instrumentos de percussão de altura definida.       |